# Tepa
Tepa je naziv za prostor u islamsko-orijentalnoj arhitekturi. Obično omeđen dućanima i musafirhanom, blizu džamije. Na njemu se održavala trgovina poljoprivrednim proizvodima. U bosanskohercegovačkim čaršijama tu su većinom bili izmiješani sadržaji sakralnih, javnih humanitarnih ustanova, obrtničkih radnja, trgovine i zelene tržnice.